# Fokker
A Fokker repülőgépgyárat a holland Anthony Fokker alapította. A társaság több különböző névvel is működött az idő folyamán, 1912-es alapításakor még Németországban, majd 1919-től Hollandiában. Legsikeresebb periódusát az 1920-as és 1930-as években élte a cég, amikor a polgári repülés piacán vezető szerepe volt. A Fokker cég 1996-ban csődbe ment.

## Története

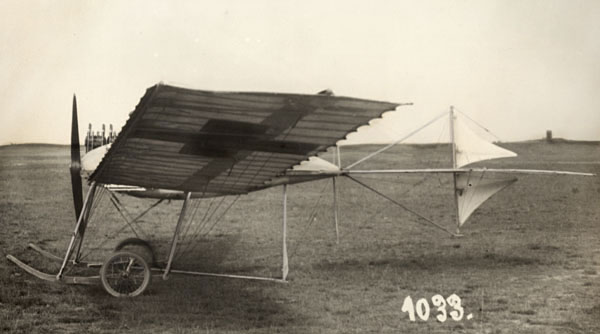
Anthony Fokker első repülőgépe, a Spin (pók) 1910-ből

20 éves korában Anthony Fokker megépítette első repülőgépét, a pókot, az első holland repülőgépet. Németország azonban ekkoriban jobb lehetőségeket kínált a repülőgépépítésben, ezért Fokker Berlinbe költözött, ahol 1912-ben megalapította első vállalkozását, a Fokker Aeroplanbau nevű céget, majd Schwerinbe költöztette székhelyét, ahol a megalapította a későbbi Fokker vállalatot Fokker Aviatik GmbH néven 1912. február 22-én.

### Az első világháború

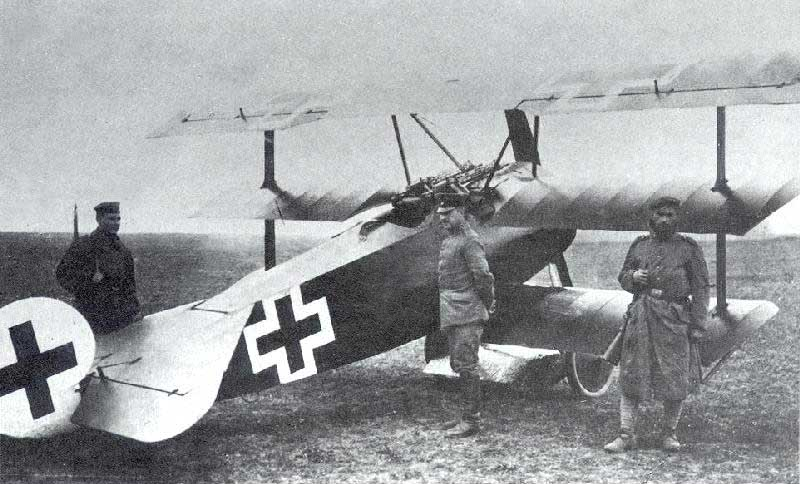
Manfred von Richthofen Fokker Dr.I típusú repülőgépe

Az első világháború alatt a német kormányzat nyomására Fokker és Hugo Junkers közösen fejlesztettek ki több, később híressé vált Fokker repülőgépet, mint például a Fokker E.III, Fokker Dr.I és Fokker D.VIII gépeket. Ezeket a gépeket mind a német hadsereg számára készítették. Fokker további elismertségre tett szert a szinkronizált gépfegyver kifejlesztésével, ami lehetővé tette, hogy a fegyver a légcsavaron keresztül tüzeljen. A Fokker Dr.I háromfedeles gépet Manfred von Richthofen tette halhatatlanná, aki a légicsatákban elért 80 győzelmének egynegyedét ezzel a típussal érte el.

### Visszatérés Hollandiába
1919-ben a Fokker és a Junkers útjai újra elváltak, és Anthony Fokker hazatért Hollandiába, ahol Amszterdam mellett alapította meg saját cégét újra a Steekolen Handels Vereniging (a mai SHV Holdings) támogatásával. Az új cég neve Nederlandse Vliegtuigenfabriek (Holland Repülőgépgyár) lett, első világháborús szerepvállalása miatt inkább óvatosan mellőzve a Fokker nevet a névből. A versailles-i békeszerződés szigorú fegyverkorlátozásai ellenére Fokker nem tért haza üres kézzel, mivel sikerült átcsempésznie a német–holland határon egy teljes vonatszerelvény D.VII és C.I repülőgépet és repülőgép-alkatrészt. Ez a kezdőtőke lehetővé tette számára, hogy üzletét újra gyorsan beindítsa.
A cég átmentése után a legnagyobb sikereit már nem a katonai, hanem a polgári, kereskedelmi repülőgépekkel érte el, jóllehet továbbra is tervezett és épített harci repülőgépeket is, elsősorban a holland légierő számára. Egyetlen említésre érdemes kivétel akadt, a finn légierő, amely nagyrészt Fokker C.V, Fokker C.X és Fokker D.XXI gépekkel volt felszerelve.

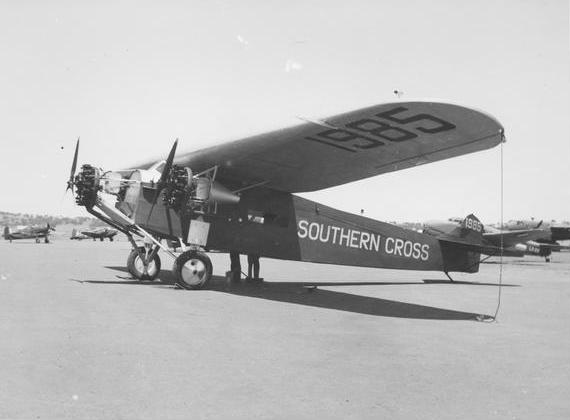
Fokker F.VII

Az 1920-as években a Fokker aranykorát élte, a világ első számú repülőgépgyárává válva a 20-as évek végére. Legnagyobb sikerük a Fokker F.VIIa–3m hárommotoros utasszállító repülőgép volt, amelyet 54 légitársaság használt világszerte, és 1936-ban az amerikai piac 40%-át uralta. Az európai piacon vezető szerepe maradt, amíg az 1930-as évek közepén meg nem jelentek az amerikai és német teljesen fémborítású repülőgépek. A Fokker hírnevét akkor esett komoly csorba, amikor a TWA 599-es járat szerencsétlenséget szenvedett Kansasban. Az áldozatok között volt Knute Rockne, a Notre Dame Egyetem amerikaifutball-csapatának legendás edzője, ami igen jelentős médiafigyelmet irányított a tragédiára és az azt követő vizsgálatra. A vizsgálat eredményeként minden Fokker gép felszállási engedélyét megvonták az Egyesült Államokban.
1923-ban Anthony Fokker az Egyesült Államokba költözött, ahol megalapította a cége amerikai részlegét, az Atlantic Aircraft Corporationt, ami 1927-től Fokker Aircraft Corporation of America néven működött. 1930-ban ez a cég egyesült a General Motors Corporationnel, és a cég új neve General Aviation Manufacturing Corporation lett (ami egy további összeolvadásban egyesült a North American Aviationnel, majd amiből a GM 1948-ban kiszállt). 1931-ben Fokker visszavonult, mert elégedetlen volt azzal, hogy a cége teljesen a GM menedzsmentje alá volt rendelve. Anthony Fokker, az alapító 1939. december 23-án halt meg New Yorkban.

### A második világháború
A második világháború kitörésekor néhány Fokker G.1 és Fokker D.XXI gép a holland légierő kötelékében jelentős számú győzelmet tudott elérni a német csapatok ellen, azonban a legtöbb gépet még a földön megsemmisítették, mielőtt használni tudták volna őket.
A Fokker gyárakat a németek lefoglalták, és Bücker Bü 181 Bestmann gyakorlógépeket, valamint Ju 52 alkatrészeket gyártottak bennük. A háború végén a gyártósorokat teljesen szétszerelték a németek és az épületeket lebombázták a szövetséges bombázók.
Ironikus módon az egyetlen cég, ami az eredeti Fokker Aircraft Corporationből megmaradt, a North American Aviation, három olyan repülőgéptípust is kifejlesztett és gyártott az amerikai és szövetséges erők számára, amelyeknek jelentős kihatásuk volt a háború kimenetelére: a North American T–6 Texan/SNJ (US Navy változat)/Harvard (RAF változat) gyakorlógépet, amelyen az amerikai és szövetséges pilóták többsége a kiképzést kapta, a B–25 Mitchell közepes bombázót és a P–51 Mustang vadászgépet, aminek a német Luftwaffe legyőzését és a háború utolsó évében elért szövetséges légifölényt szokás tulajdonítani.

### Újjáépítés a második világháború után
A cég újjászervezése a háború után nehéz feladatnak bizonyult. A piac telítve volt olcsó, a háború után feleslegessé vált gépekkel. Óvatosságból inkább vitorlázógépeket és autóbuszokat készítettek, valamint a C–47 Skytrain szállítógépeket építették át a polgári repülés számára. Csak néhány új Fokker F25 készült. Mindazonáltal a Fokker S-11-es gyakorlógép sikeresnek volt mondható, mert több légierő is vásárolt belőle.
1951-ben az amszterdami Schiphol repülőtér mellett új gyárat építettek. Itt licenc alapján gyártott katonai repülőgépeket készítettek, például a Lockheed F-104 Starfighter gépét. Egy második gyártó, illetve karbantartó létesítmény Woensdrechtnél épült meg.

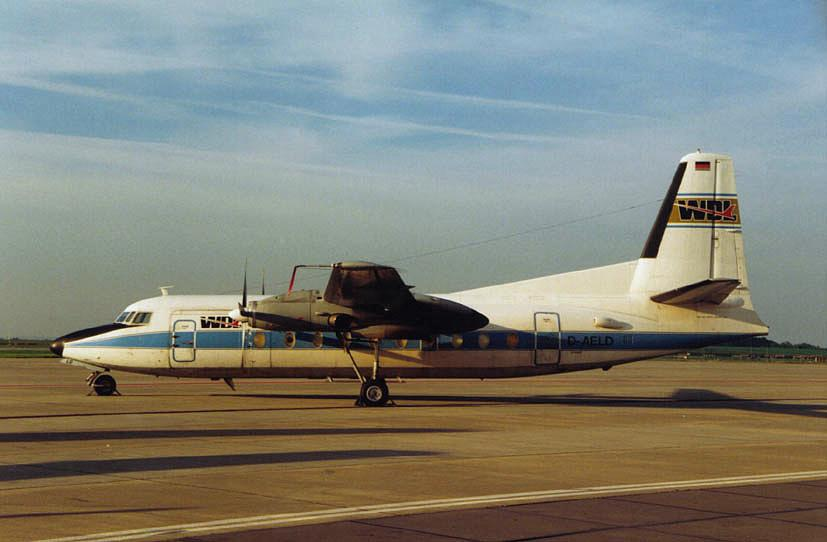
Az F-27, a cég legsikeresebb turbólégcsavaros repülőgépe.

1958-ban a Fokker F27 Frienship megjelent a piacon. Ez a gép volt a Fokker legsikeresebb utasszállító repülőgépe. A holland kormányzat 27 millió guldennel támogatta a fejlesztést. 1986-ig legalább 800 darabot értékesítettek belőle, beleértve a Fairchild által licenc alapján gyártott 206 gépet is, amivel ez a típus a piacon a legsikeresebb turbólégcsavaros utasszállító gép volt. A gépből készült katonai verzió is F-27 Troopship néven.
1962-ben az F-27-est a Fokker F28 Fellowship követte. A gyártás 1987-es leállításáig ebből a típusból 241 darab készült különböző verziókban. Mind az F-27-ből, mind pedig az F-28-ból szolgált egy a holland királyi flottánál, és Bernhard herceg maga is vezette őket.
1969-ben a Fokker szövetségi megállapodást kötött a brémai székhelyű Vereinigte Flugtechnische Werke céggel. Ezen együttműködés keretében egy sikertelen regionális sugárhajtású gépet, a VFW-614-et készítették el, amiből csak 19 darabot sikerült eladni. Az együttműködés 1980 elején szűnt meg.
A Fokker volt az F-16 Fighting Falcon konzorcium egyik fő partnere. Ez a konzorcium volt felelős a belga, dán, holland és norvég légierő számára szállított gépek gyártásáért az említett négy ország és az USA vállalatainak és kormányainak együttműködésében. Az F-16-osokat a Fokker és a SABCA szerelte össze Belgiumban az öt együttműködő országban gyártott részegységekből és alkatrészekből.
The assembly-hall at Fokker with lots of F-16s

### Fokker 50, Fokker 100 és Fokker 70

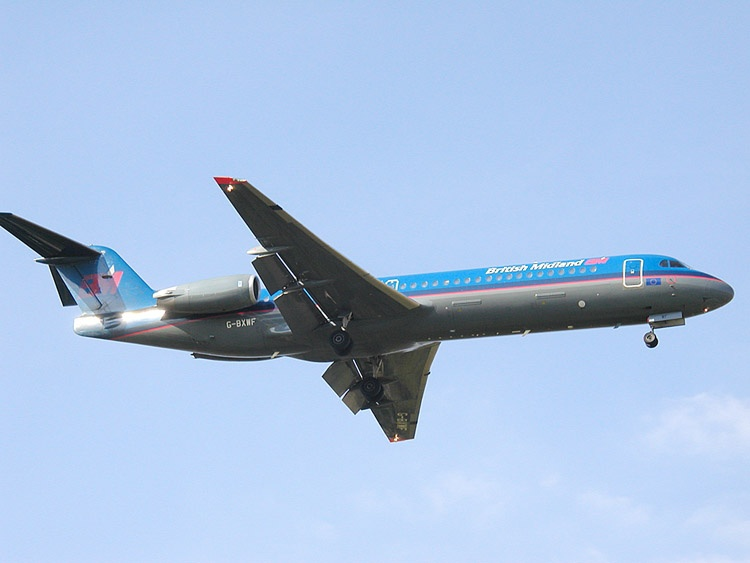
Fokker 100, A Fokker utolsó sikeres gépe.

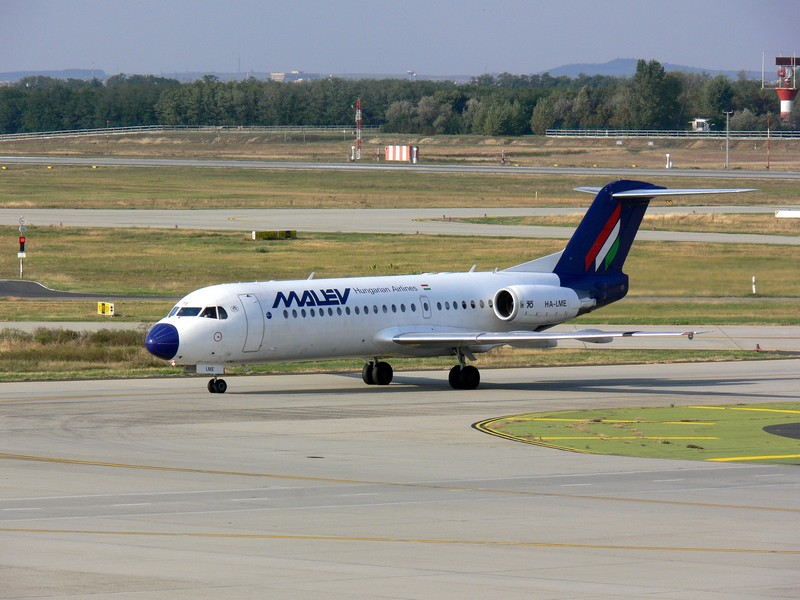
Fokker 70 Malév színekben

Egy rövid és sikertelen együttműködési próbálkozás után a McDonnell Douglasszal 1981-ben, a Fokker egy ambiciózus projektbe kezdett, amelynek a célja két új repülőgéptípus egyidejű kifejlesztése volt. A Fokker 50 az F-27 teljesen modernizált változata volt, a Fokker 100 egy új utasszállító gép volt, ami az F-28-on alapult. A fejlesztési költségek kikerültek az ellenőrzés alól, ami 1987-ben majdnem meghátrálásra kényszerítette a Fokkert. A holland kormány 212 millió gulden erejéig kezességet vállalt, de egyben arra kötelezte a céget, hogy "stratégiai partnert" keressen magának. Erre a British Aerospace és a DaimlerChrysler Aerospace tűnt a leginkább alkalmas jelöltnek.
A Fokker 100 kezdeti eladási adatai jók voltak, aminek hatására a Fokker elkezdte a Fokker 70, az F100 kisebb változatának a fejlesztését 1991-ben. Azonban az F70 eladásai nem feleltek meg az elvárásoknak és az F100 is erős versenytársakat kapott a Boeing és az Airbus típusaival.
1992-ben egy hosszú és nehéz tárgyalássorozat eredményeképpen a Fokker aláírt egy együttműködési megállapodást a DASA-val. Ez azonban nem oldotta meg a Fokker problémáit, leginkább azért, mert a DASA anyavállalata, a Daimler-Benz szintén szervezeti problémákkal küzdött.

### Csőd
1996. január 22-én, a Daimler-Benz igazgatótanácsa úgy döntött, hogy a továbbiakban az alaptevékenységére, a gépjárműgyártásra fókuszál, és szakít a Fokkerrel. A következő nap egy amszterdami bíróság meghosszabbította a hitelezői védelmet. Március 15-én a Fokker bejelentette a csődöt.
A cég azon részlegeit, amelyek alkatrészgyártással és karbantartással foglalkoztak, átvette a Stork N.V., ami most Stork Aerospace Group néven ismert. A Stork Fokker célja a cég meglévő repülőgépeinek a fenntartása volt: F50-es és F100-as gépek felújításával és újraértékesítésével, valamint néhány F50-es szállítógéppé alakításával foglalkozott. Külön projektek keretében fejlesztették ki az F50 Maritime Patrol változatát és a F100 Executive Jet gépet. Ezért a projektért a Stork megkapta a Flight International magazin "Aerospace Industry Award" díját 2005-ben Air Transport kategóriában.
Ezzel egyidejűleg a Rekkof Aircraft (a "Fokker" visszafelé olvasva) megpróbálta újraindítani a Fokker 70 NT gyártását egyes beszállítók és légitársaságok támogatásával.

## Híressé vált Fokker repülőgépek és pilótáik

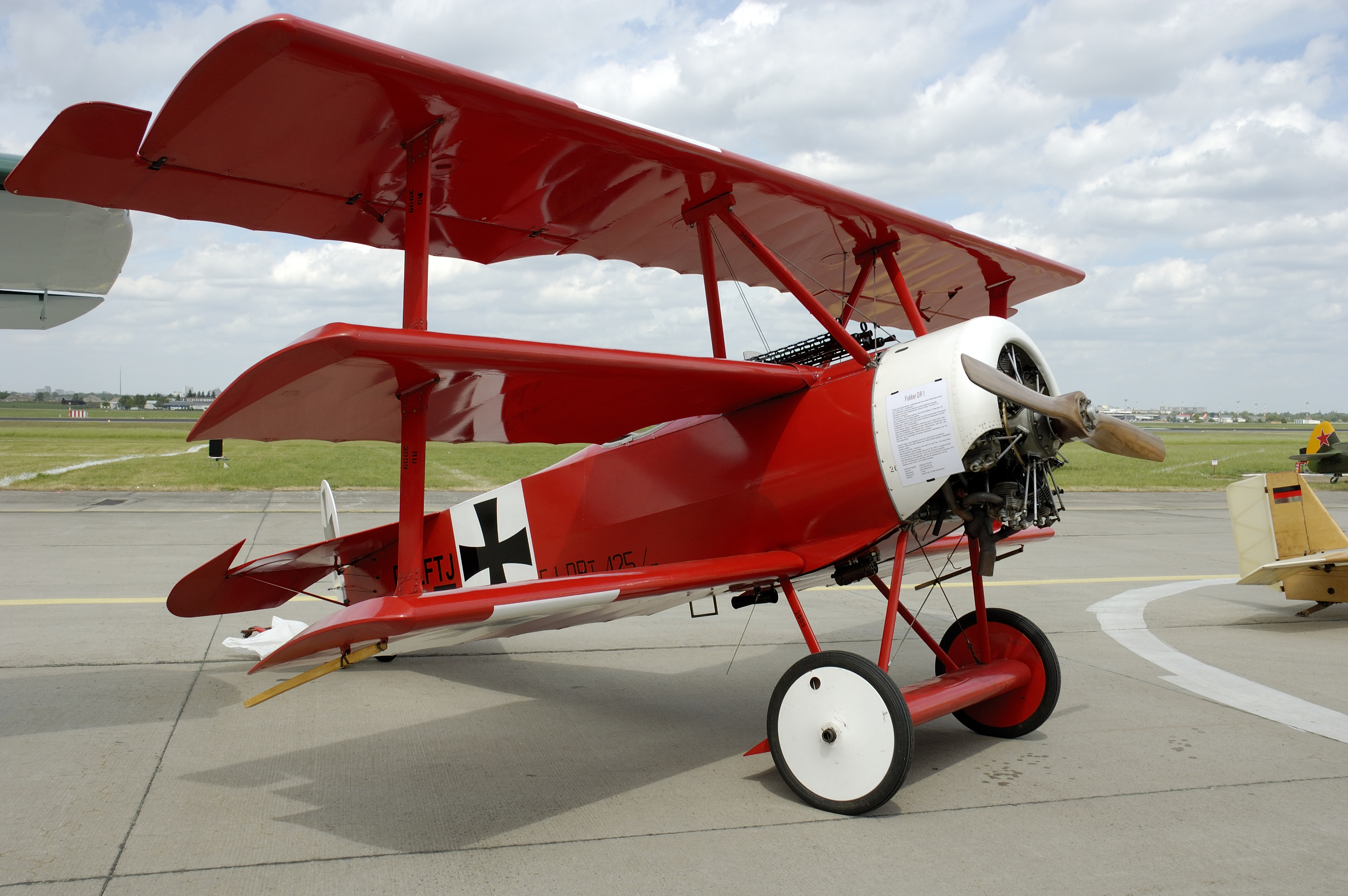
Utángyártott Fokker Dr.I, a "Vörös Báró" háromfedeles gépe az ILA 2006-on

- 1915-ben kapta meg a német légierő a Fokker E.I gépet, amit először emlegetett a brit sajtó Fokker Scourge (Fokker veszedelem) néven.
- Manfred von Richthofen Fokker Dr.I háromfedeles gépen repült (1917–1918)
- 1918-ban kapta meg a német légierő a Fokker D.VII gépet, amit újra Fokker Scourge néven említett a brit sajtó.
- 1923-ban Oakley G. Kelly és John A. Macready teljesítette az első leszállás nélküli repülést Észak-Amerika felett egy Fokker T-2 géppel.
- 1927-ben Richard E. Byrd egy Fokker F.VII géppel teljesítette az Atlanti-óceán átrepülését New Yorkból Párizsba.
- 1928-ban Amelia Earhart első női utasként repülte át az Atlanti-óceánt (Újfundlandból egy Burry Port nevű walesi kisvárosba) egy  Fokker F.VII gépen, amit Wilmer L. Stultz vezetett.
- 1928-ban Charles Kingsford-Smith egy F.VII. géppel teljesítette először a Csendes-óceán átrepülését
- A Fokker S-14 Machtrainer volt az első sugárhajtású gyakorlógépe, amit speciálisan erre a célra terveztek (1951).

## Fokker repülőgépek

### 1912-1918
- Fokker Spin
- Fokker M.1 - M.4 Spin (harci repülőgép verzió)
- Fokker W.1 - W.2
- Fokker A.III (M.5K)
- Fokker A.II (M.5L)
- Fokker M.6
- Fokker B.I (M.7 en M.10E)
- Fokker W.3
- Fokker A.I  (M.8)
- Fokker M.9
- Fokker B.II (M.10Z)
- Fokker E.I (M.5K/MG)
- Fokker E.II (M.14)
- Fokker E.III (M.14v)
- Fokker E.IV (M.15)
- Fokker M.16E és M.16Z
- Fokker B.II (M.17Z)
- Fokker B.III (M.18Z)
- Fokker D.I (M.18E)
- Fokker D.II (M.17E)
- Fokker D.III (M.19)
- Fokker D.IV (M.21)
- Fokker D.V (M.22)
- Fokker V.1
- Fokker V.2 és V.3
- Fokker V.4
- Fokker F.I (V.5)
- Fokker Dr.I
- Fokker V.6
- Fokker V.7
- Fokker V.8
- Fokker V.9, V.11, V.12, V.13. V.14, és V.16
- Fokker D.VI
- Fokker D.VII  (V.11/13)
- Fokker V.17 - V.25
- Fokker E.V/D.VIII (V.26)
- Fokker V.27 - V.37
- Fokker C.I (V.38)

### 1919-1940
- Fokker V.39 - Fokker V.42
- Fokker C.II
- Fokker F.6
- Fokker F.II
- Fokker F.III
- Fokker F.IV
- Fokker T.II
- Fokker S.I
- Fokker D.IX
- Fokker D.X
- Fokker S.II
- Fokker B.I
- Fokker C.IV
- Fokker F.V
- Fokker S.III
- Fokker D.XI
- Fokker T.III
- Fokker B.II
- Fokker F.VII
- Fokker C.V
- Fokker D.XII
- Fokker D.XIII
- Fokker S.IV
- Fokker D.XIV
- Fokker B.III
- Fokker F.VIII
- Fokker T.IV - T.IVa
- Fokker C.VIIW
- Fokker F.XI "Universal"
- Fokker F.XIV
- Fokker D.XVI
- Fokker F.IX
- Fokker C.VIII
- Fokker C.IX
- Fokker F.XII
- Fokker D.XVII
- Fokker F.XVIII
- Fokker F.XX
- Fokker F.XXXVI
- Fokker C.X
- Fokker F.XXII
- Fokker C.XIW
- Fokker D.XXI
- Fokker G.I
- Fokker T.V
- Fokker S.IX
- Fokker C.CIVW
- Fokker T.VIIIW
- Fokker D.XXIII
- Fokker T.IX

#### Amerikai gépek
- Fokker A-7
- Fokker B-8

### 1945-1996
- Fokker F24
- Fokker F25 Promotor
- Fokker S-11 Instructor
- Fokker S-12 Instructor
- Fokker S-13 Universal Trainer
- Fokker S-14 Machtrainer
- Fokker F26 Phantom
- Fokker F27 Friendship
- Fokker F28 Fellowship
- Fokker 50
- Fokker 60 Utility
- Fokker 70
- Fokker 100
- Fokker 130 (csak a tervek készültek el)

## Külső hivatkozások
- Stork Aerospace hivatalos weboldala
- Rekkof hivatalos weboldala Archiválva 2003. július 11-i dátummal a Wayback Machine-ben
- Fokker, a living history
- FokkerPilot.net
- Fokker repülőgépek